# 978
Évszázadok: 9. század – 10. század – 11. század
Évtizedek: 920-as évek – 930-as évek – 940-es évek – 950-es évek – 960-as évek – 970-es évek – 980-as évek – 990-es évek – 1000-es évek – 1010-es évek – 1020-as évek
Évek: 973 – 974 – 975 – 976 –  977 – 978 – 979 – 980 – 981 – 982 – 983

## Események
- Adud ad-Daula fárszi emír elfoglalja Bagdadot unokatestvérétől, Izz ad-Daulától, akit bebörtönöztet és meggyilkoltat.

## Születések
Bizonytalan dátum
- Zoe Porphyrogenita, a Bizánci Birodalom császárnője, VIII. Kónsztantinosz idősebbik lánya, III. Rómanosz, IV. Mikhaél, V. Mikhaél, Theodóra és IX. Kónsztantinosz társuralkodója († 1050)
- Bölcs Jaroszláv, kijevi nagyfejedelem és novgorodi fejedelem, a Rurik-dinasztia tagja(† 1054)
- 977/978 – Stablói Poppo, lovagból lett szerzetes, katolikus szent († 1048)

## Halálozások
- március 18. – II. Szent Eduárd angol király (* 962/963)
- június 11. – I. Jaropolk kijevi nagyfejedelem (* 940-es évek)
- az év folyamán – Izz ad-Daula iraki emír (meggyilkolják a börtönében)